# Баштала
Баштала (рос. Баштала) — село Усть-Коксинського району, Республіка Алтай Росії. Входить до складу Усть-Коксинського сільського поселення.
Населення — 447 осіб (2015 рік).